# Монт-Вернон (Нью-Гемпшир)
Монт-Вернон (англ. Mont Vernon) — місто (англ. town) в США, в окрузі Гіллсборо штату Нью-Гемпшир. Населення — 2584 особи (2020).

## Демографія
Згідно з переписом 2010 року, у місті мешкало 2409 осіб у 838 домогосподарствах у складі 686 родин. Було 868 помешкань
Расовий склад населення:
| - 97,3 % — білих - 0,8 % — азіатів - 0,4 % — чорних або афроамериканців - 0,2 % — корінних американців |

До двох чи більше рас належало 1,3 %. Частка іспаномовних становила 1,5 % від усіх жителів.
За віковим діапазоном населення розподілялося таким чином: 26,9 % — особи молодші 18 років, 62,9 % — особи у віці 18—64 років, 10,2 % — особи у віці 65 років та старші. Медіана віку мешканця становила 43,2 року. На 100 осіб жіночої статі у місті припадало 98,9 чоловіків;  на 100 жінок у віці від 18 років та старших — 101,5 чоловіків також старших 18 років.
Середній дохід на одне домашнє господарство  становив 126 246 доларів США (медіана — 107 143), а середній дохід на одну сім'ю — 131 755 доларів (медіана — 112 798). Медіана доходів становила 87 083 долари для чоловіків та 45 375 доларів для жінок. За межею бідності перебувало 6,9 % осіб, у тому числі 12,7 % дітей у віці до 18 років та 6,6 % осіб у віці 65 років та старших.
Цивільне працевлаштоване населення становило 1459 осіб. Основні галузі зайнятості: освіта, охорона здоров'я та соціальна допомога — 19,9 %, науковці, спеціалісти, менеджери — 16,9 %, виробництво — 14,1 %, роздрібна торгівля — 12,8 %.